# فلوگئا
فلوگئا (نام علمی: Flueggea) نام یک سرده از راسته مالپیگی‌سانان است.